# Morra cinese

I segni fondamentali

La morra cinese, conosciuta anche come sasso-carta-forbice, carta-forbice-sasso e con vari altri nomi, è un popolare gioco di mano.
Il gesto di partenza del gioco è quasi identico a quello del "pari o dispari", e il gioco viene usato spesso in contesti analoghi, ovvero quando si debba tirare a sorte. Diversamente da quanto avviene col lancio della moneta o con altri sistemi puramente aleatori (e contrariamente a quanto si potrebbe forse pensare) esiste in questo gioco un margine per applicare strategia, per lo meno se lo si gioca ripetutamente con lo stesso avversario: si può infatti prestare attenzione alle sue "debolezze" (ovvero, l'eventuale tendenza ad agire con qualche regolarità e quindi prevedibilità).

## Nome
Il nome con cui il gioco è più conosciuto in italiano deriva dalla sua somiglianza con il gioco tradizionale della morra e dal fatto che la sua probabile origine sia cinese. Il gioco è conosciuto nel mondo tramite numerosi nomi: rock-paper-scissors, Roshambo, Rochambeau, Row-Sham-Bow, Ick-Ack-Ock, Janken, Mora, Gawi-Bawi-Bo, JanKenPon, Ca-Chi-Pun, Farkle, Ken Ken Pa, Kai Bai Bo. Similmente esistono altre denominazioni anche in italiano, tra cui carta-forbici-sasso o carta-forbici-pietra.

## Regole
I due giocatori tengono la mano chiusa a pugno e la fanno dondolare mentre scandiscono assieme, sillabando, il nome con cui conoscono il gioco (sia esso morra cinese, sasso-carta-forbici o qualsiasi altra variante). Allo scandire dell'ultima sillaba, ogni giocatore cambia immediatamente il pugno in una delle tre possibili "mani" (o armi):
- Sasso (o Roccia o Pietra): la mano chiusa a pugno.
- Carta (o Rete): la mano aperta con tutte le dita stese.
- Forbice: mano chiusa con indice e medio estesi a formare una "V".

Lo scopo è sconfiggere l'avversario scegliendo un segno in grado di battere quello dell'altro, secondo le seguenti regole:
1. Il sasso spezza la forbice (vince il sasso)
2. La forbice taglia la carta (vince la forbice)
3. La carta avvolge il sasso (vince la carta)

Se i due giocatori scelgono la stessa arma, il gioco è pari e si gioca di nuovo.
Spesso il gioco viene ripetuto più volte, in modo che la persona che vince due mani su tre, o tre su cinque, vince il gioco.
Nella variante coreana muk jji ppa (묵찌빠?), in cui muk fa riferimento al sasso, jji alle forbici e ppa alla carta, non si decide il vincitore in un unico round, ma si procede ad una seconda fase in cui il perdente del primo round deve evitare di presentare lo stesso gesto manuale del suo avversario. Se nel secondo round, per esempio, il vincitore del primo round grida «Ppa!» il gioco può terminare con quest'ultimo come vincitore nel caso in cui il suo concorrente mostri la forma della carta, oppure può continuare se entrambi mostrano forme diverse.

## Strategia
La strategia tra giocatori umani coinvolge ovviamente l'uso della psicologia per predire o influenzare le scelte dell'avversario.
Il gioco ottimale dal punto di vista matematico (secondo le teorie dei giochi) è una pura questione di selezionare a caso la giocata, e quindi il gioco può essere considerato banale se condotto in modo da eliminare la psicologia, come ad esempio con un computer. Ma "ottimale" in questo senso, significa solo "incapace di essere sconfitto più di quanto ci si attenda dal caso", mentre non implica che la strategia casuale sia la migliore per avvantaggiarsi su un avversario non ottimale. Infatti, se l'avversario è un essere umano o un programma non casuale, è quasi certo che giochi in modo sub-ottimale e che una strategia modificata possa sfruttare tale debolezza. Ciò viene facilmente dimostrato da Roshambot, un software che sconfigge facilmente alcuni giocatori umani (cosa che è in grado di fare anche il suo autore Perry Friedman, che vinse 800 dollari in un torneo contro sette avversari, tra cui l'ex campione del mondo di poker Phil Hellmuth, nell'agosto 2001). Il giocatore di Poker Darse Billings dell'Università dell'Alberta, organizza un torneo di morra cinese per computer, per esplorare queste possibilità e la loro applicazione al gioco coi computer in altri campi (soprattutto il poker, nel quale sfruttare il comportamento non casuale dell'avversario è parte importante della strategia).

## Varianti

### Variante Candela
La "Variante Candela" è una versione modificata del classico gioco della morra cinese che introduce un quarto elemento: la candela. Questa variante aggiunge un nuovo livello di strategia al gioco, mantenendo comunque la semplicità e la rapidità che caratterizzano la versione originale.

#### Regole
Le regole base della morra cinese rimangono invariate, con l'aggiunta delle seguenti interazioni per la candela:
- La candela batte la carta (la candela brucia la carta)
- La candela pareggia con il sasso (il sasso è resistente al fuoco)
- Le forbici battono la candela (le forbici spengono la fiamma tagliando lo stoppino)

Le interazioni classiche rimangono valide:
- Il sasso batte le forbici
- La carta batte il sasso
- Le forbici battono la carta

#### Gesti
I giocatori utilizzano le seguenti forme con la mano per rappresentare i quattro elementi:
1. Sasso: pugno chiuso

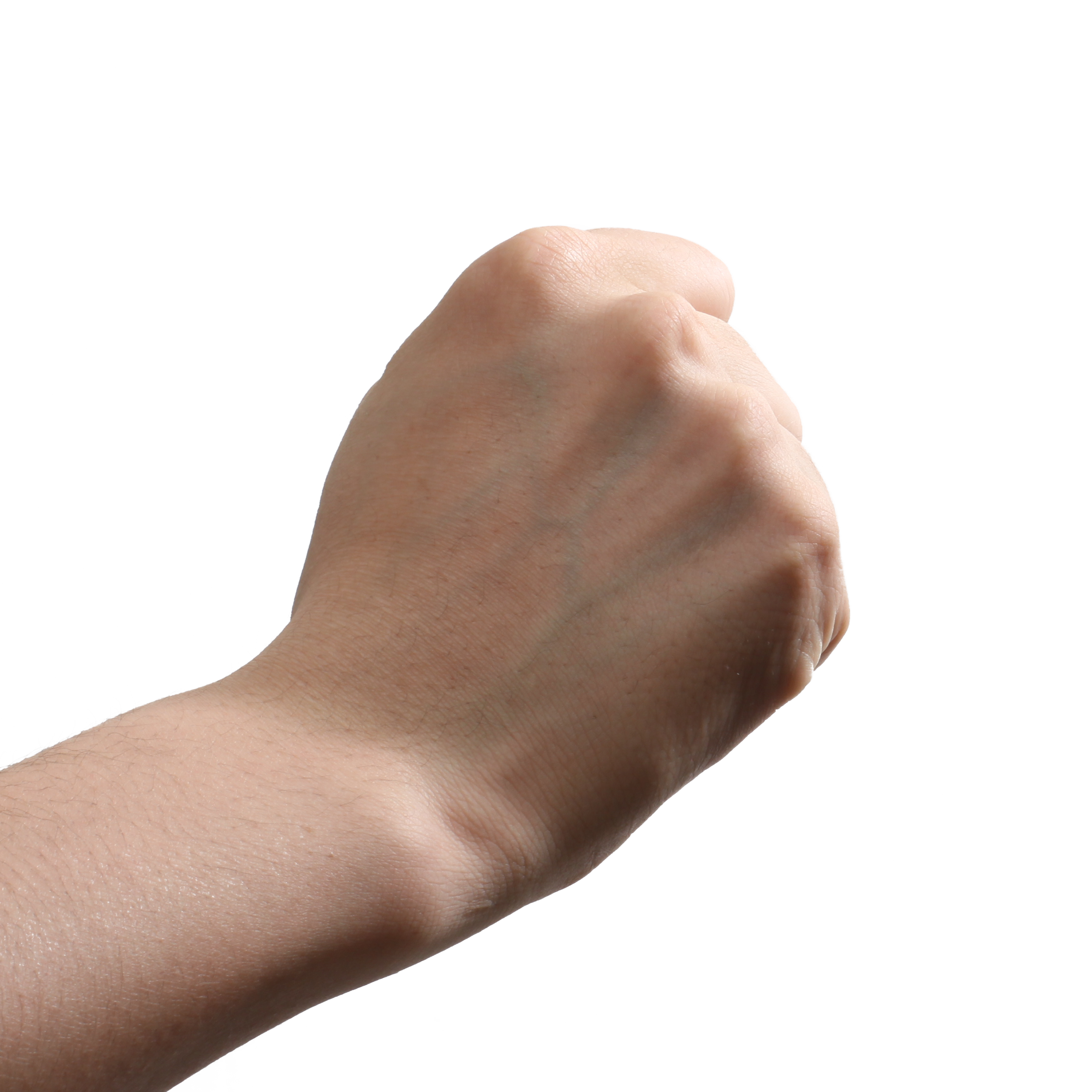
Sasso

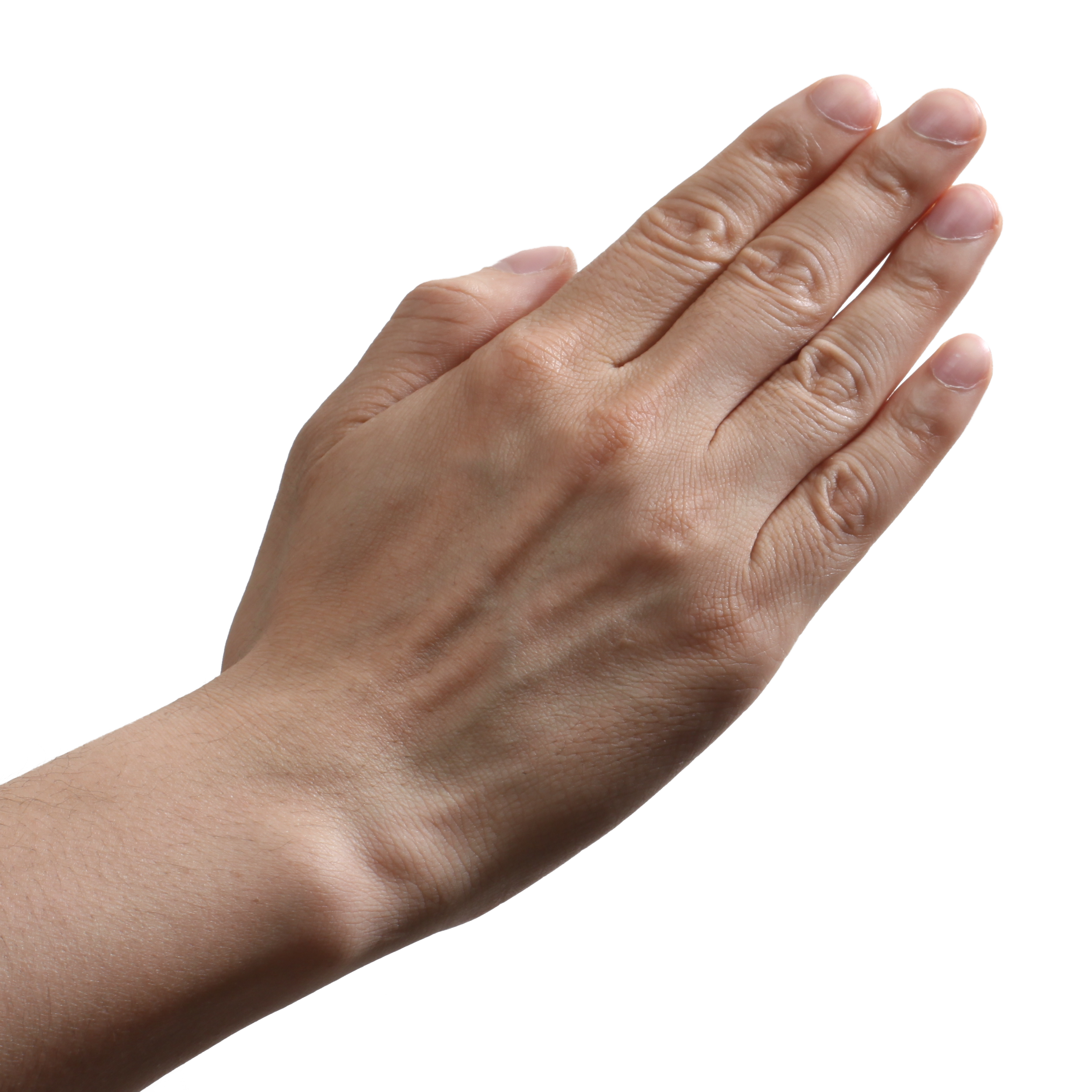
Carta

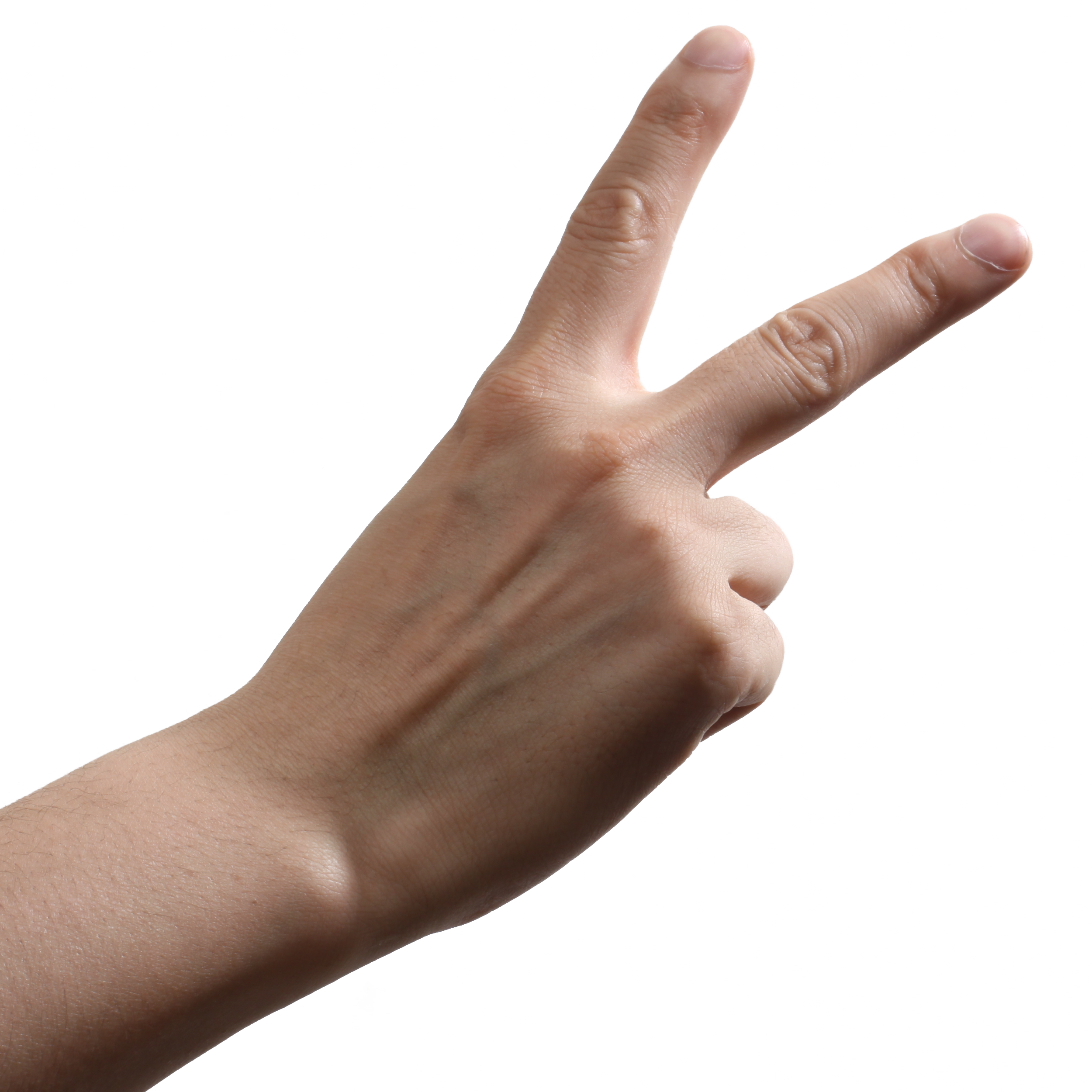
Forbici

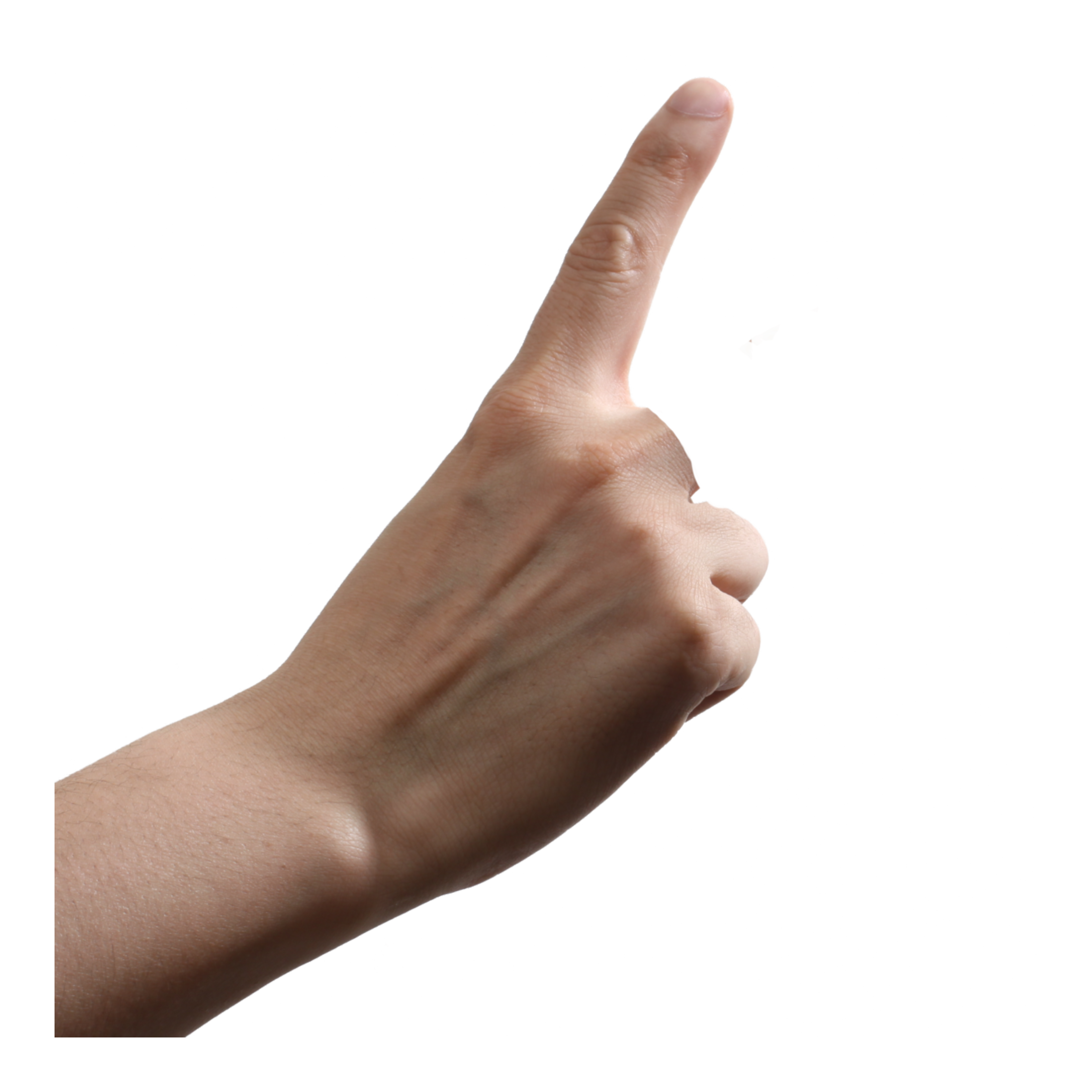
Candela

2. Carta: mano aperta con il palmo verso il basso
3. Forbice: indice e medio estesi a formare una "V"
4. Candela: indice alzato, le altre dita chiuse a pugno

#### Strategia
L'introduzione della candela aggiunge un nuovo elemento di complessità al gioco. I giocatori devono ora considerare sei possibili mosse invece di tre, aumentando le possibili combinazioni e rendendo più difficile prevedere la mossa dell'avversario. 
Tuttavia, se nella configurazione sasso-carta-forbice, vi è equilibrio tra le combinazioni, l'introduzione della candela provoca uno squilibrio:
COMBINAZIONI:

(elemento vincente - elemento perdente)

carta    - sasso
      
forbice  - carta
 
candela  - carta

sasso    - forbice

forbice  - candela

(sasso vs candela  --> pareggio)

La carta è sfavorita nelle combinazioni (una vincente e due perdenti), la forbice è favorita (due vincenti e una perdente). Uguali prospettive hanno sasso e candela (una vincente, una perdente, un pareggio)

### La variante con lucertola e Spock

Diagramma risolutivo di Sasso-carta-forbici-lucertola-Spock

Gesti corrispondenti

Sasso-carta-forbici-lucertola-Spock (Rock-paper-scissors-Lizard-Spock) è una variante fantasiosa inventata da due studenti statunitensi, Sam Kass e Karen Bryla, e resa successivamente famosa nell'ottavo episodio della seconda stagione del telefilm The Big Bang Theory dal titolo L'espansione di Lizard e Spock.
La variazione consiste nell'introduzione di due nuovi segni, la Lucertola e "Spock" (celebre personaggio della serie TV e saga di film Star Trek) che aumentano le combinazioni possibili nel tentativo di diminuire i pareggi. Tale scelta nasce dal presupposto che due giocatori che si conoscono da sufficiente tempo iniziano a sviluppare una prevedibilità reciproca e tendono a pareggiare frequentemente. Per quanto riguarda i nuovi segni, la lucertola è rappresentata dalle dita chiuse a formare la bocca dell'animale, mentre Spock dal suo tipico saluto vulcaniano.
Le nuove combinazioni diventano dunque:
- Le forbici tagliano la carta
- La carta avvolge il sasso
- Il sasso schiaccia la lucertola
- La lucertola avvelena Spock
- Spock rompe le forbici
- Le forbici decapitano la lucertola
- La lucertola mangia la carta
- La carta invalida Spock
- Spock vaporizza il sasso
- Il sasso rompe le forbici

## Usi in altri contesti
L'espressione rock-paper-scissors (di solito all'inglese, e spesso abbreviata in RPS) viene usata anche nel contesto di wargame e videogiochi strategici per indicare un certo tipo di relazione fra diversi generi di armamenti come ad esempio il triangolo delle armi di Fire Emblem o i tipi di Pokémon; ma il suo uso si è espanso anche in altri contesti, come in quello musicale: il nome di una canzone della band russa dei Little Big è proprio rock-paper-scissors.